# Лемесиос, Андреас
Андреас Лемесиос (греч. Ανδρέας Λεμέσιος; род. 24 сентября 1997, Кипр) — кипрский футболист, защитник клуба «Неа Саламина».

## Клубная карьера
Сьятас является воспитанником футбольного клуба «Неа Саламина», с которым он подписал первый профессиональный контракт в 2014 году. Дебютировал в кипрском Дивизионе А 23 апреля в матче с «Арис». Андреас вышел на поле на 81-й минуте вместо Диего Леона.
30 августа 2016 года на правах аренды отправился «Отеллос», выступавший в Дивизионе B. 17 сентября сыграл первый матч за новую команду против «Пафоса», войдя в игру на 65-й минуте. В игре второго круга также против «Пафоса» забил первый гол за «Отеллос», отличившись на 88-й минуте, но это не помогло его команде победить (1:2). В общей сложности Лемесиос принял участие в 17 матчах, в которых забил четыре мяча.

## Карьера в сборной
Выступал за юношеские сборные Кипра. В сентябре 2013 года дебютировал в сборной Кипра до 17 лет в матче отборочного турнира юношеского чемпионата Европы с сборной Норвегии, выйдя в стартовом составе и отыграв 57 минут. Также принял участие в заключительном матче против Молдавии, одержав в котором победу, киприоты набрали 3 очка и заняли третье место в группе, что не позволило им пробиться в элитный раунд отбора.
В октябре 2014 года в составе сборной до 19 лет принимал участие в квалификационном раунде отборочного турнира к чемпионату Европы в Греции. В победном матче с Румынией Лемесиос появился на поле на 89-й минуте, заменив Кирьякоса Панаги.

## Статистика выступлений

### Клубная статистика
| Выступление      | Выступление      | Выступление      | Лига | Лига | Кубки | Кубки | Конт.кубки | Конт.кубки | Итого | Итого |
| Клуб             | Лига             | Сезон            | Игры | Голы | Игры  | Голы  | Игры       | Голы       | Игры  | Голы  |
| ---------------- | ---------------- | ---------------- | ---- | ---- | ----- | ----- | ---------- | ---------- | ----- | ----- |
| Неа Саламина     | Дивизион А       | 2013/14          | 5    | 0    | 0     | 0     | 0          | 0          | 5     | 0     |
| Неа Саламина     | Дивизион А       | 2014/15          | 2    | 0    | 0     | 0     | 0          | 0          | 2     | 0     |
| Неа Саламина     | Дивизион А       | 2015/16          | 4    | 0    | 0     | 0     | 0          | 0          | 4     | 0     |
| Неа Саламина     | Дивизион А       | 2017/18          | 10   | 0    | 0     | 0     | 0          | 0          | 10    | 0     |
| Неа Саламина     | Дивизион А       | 2018/19          | 3    | 0    | 0     | 0     | 0          | 0          | 3     | 0     |
| Неа Саламина     | Дивизион А       | 2020/21          | 4    | 0    | 1     | 0     | 0          | 0          | 5     | 0     |
| Неа Саламина     | Итого            | Итого            | 28   | 0    | 1     | 0     | 0          | 0          | 29    | 0     |
| → Отеллос        | Дивизион В       | 2016/17          | 17   | 4    | 1     | 0     | 0          | 0          | 18    | 4     |
| → Отеллос        | Итого            | Итого            | 17   | 4    | 1     | 0     | 0          | 0          | 18    | 4     |
| Всего за карьеру | Всего за карьеру | Всего за карьеру | 45   | 4    | 2     | 0     | 0          | 0          | 47    | 4     |